# 中田護軍
中田護軍，十六国时期官名。
前秦苻坚时，在凉州境内设置中田護軍，属于凉州。沮渠蒙逊的父亲沮渠法弘袭爵，前秦任命他为中田護軍。太初元年（386年），后凉沿置中田护军，有中田護軍马邃。龙飞三年（398年），北凉沿置中田护军，属于秦州，沮渠蒙逊伯父担任中田護軍。永和七年（439年），北魏灭北凉，废除中田護軍。